# SMIRAL
SMIRAL（スマイラル）は、カルチュア・エンタテインメント株式会社のコンテンツレーベル。

## 概要
2002年12月4日、株式会社トップ・マーシャルとして設立。映像ソフト･バラエティグッズ･アニメ関連グッズの製作･調達及び販売や、ストーリー＆キャラクター表現の総合誌「季刊エス」及び「SS（スモールエス）」などを展開している。
2015年10月に日本出版販売とカルチュアコンビニエンスクラブがトップ・マーシャルの事業をサポートするための合弁会社「株式会社MPDパートナーズ」を設立した。
2016年に株式会社アース・スター エンターテイメントからアニメ事業を移管し、コンテンツレーベル「スマイラル」を設立した。
2019年4月にトップ・パートナーズグループの兄弟会社にあたる株式会社メディア・サプライ・パートナーズの吸収合併を行う。
2021年4月1日に「成人向け雑貨・グッズの製造、販売業」及び「成人向け映像作品の調達・供給事業」の事業を、新設された株式会社トップ・マーシャルへ吸収分割により承継した。
2021年4月に株式会社復刊ドットコムから「季刊エス」及び「スモールエス」に関する事業を吸収分割により承継した。
2021年4月2日に商号を株式会社SMIRALに変更した。
2022年2月に株式会社SMIRALは「衛星放送チャンネル「刺激ストロングチャンネル」の販売代理店に関する事業を親会社の株式会社トップ・パートナーズに譲渡した。
2022年3月31日にカルチュア・エンタテインメント株式会社が株式会社SMIRALを吸収合併し、「SMIRAL」はカルチュア・エンタテインメント株式会社のIPプロダクト事業のコンテンツレーベルとなった。

## 映像作品

### アニメ
スマイラルアニメーション（スマイラル・アニメーション、SMIRAL animation）などの名称を使用している。
2016年
- 鬼斬（アース・スター製作関与、BDの発売のみ）
- うさかめ（アース・スター製作関与、BDの発売のみ）
- 魔法少女?なりあ☆がーるず
- てーきゅう（第8期）
- 魔法少女なんてもういいですから。セカンドシーズン
- あにトレ!XX 〜ひとつ屋根の下で〜

2017年
- One Room / Room Mate
- ちるらん にぶんの壱
- まけるな!!あくのぐんだん!（BD発売のみ）
- てーきゅう（第9期）
- ラブ米 -WE LOVE RICE-（BD発売のみ）
- クリオネの灯り
- セントールの悩み
- ヤマノススメ おもいでプレゼント

2018年
- 伊藤潤二『コレクション』
- まめねこ
- あっくんとカノジョ
- 踏切時間
- ヤマノススメ サードシーズン
- One Room セカンドシーズン
- ISLAND
- 狐狸之声

2019年
- あっくんとカノジョ
- 女子かう生

2020年
- One Room サードシーズン

### 実写
スマイラルピクチャーズの名称を使用している。
- 侵略!ガルパンダZ
- ゆるい
- CRAZY
- SCOOP!恐怖映像 シーズン.1
- ショック!戦慄の恐怖映像
- HAPI♥TRIPPER

## グッズ
自社ブランドである「スマイラルアニメーション」の作品を含むキャラクターグッズの開発および発売を行っている。
2015年「クレイジージャパン」をテーマとしたグッズブランド「ミリオンガールズプロジェクト」を開始する。エナージードリンク「童貞力」や陶器玩具「フィギュ碗」などのグッズが展開されていたが、2018年7月時点で公式通販サイトでの商品取り扱いが終了しており以降も新製品は発表されていない。
2016年にコンテンツレーベル「スマイラル」が設立されて以降は、主に「スマイラルグッズ」として商品展開が行われている。
2017年11月より発売された「ぺったりワッペン」はアイロン接着とシール貼付の二通りの方法により装着が可能な刺繡シールワッペンで、第一弾の「ペッたりワッペン TIGER & BUNNY -The Rising- 」がアニメイトガールズフェスティバル2017にて発表されて以降、「名探偵コナン」「おそ松さん」「ガールズ＆パンツァー最終章」など多数の人気アニメーション作品とタイアップを続けている。
- ミリオンガールズプロジェクト
  - 童貞力[15]
  - あんっ ぶれら[16][17]
  - フィギュ碗[18]

- ぺったりワッペン
  - ぺったりワッペン TIGER & BUNNY -The Rising-
  - ぺったりワッペン おそ松さん
  - ぺったりワッペン 名探偵コナン
  - ぺったりワッペン ポプテピピック
  - ぺったりワッペン ヤマノススメ サードシーズン
  - ぺったりワッペン WonderlandWars
  - ぺったりワッペン ガールズ＆パンツァー最終章
  - ぺったりワッペン FC東京
  - ぺったりワッペン 名探偵コナン ～まったりモード～

## 雑誌
- 季刊エス（発売：徳間書店、季刊）
- SS（スモールエス）（発売：徳間書店、季刊）